# Craneiobia corni
Craneiobia corni är en tvåvingeart som först beskrevs av Giraud 1863.  Craneiobia corni ingår i släktet Craneiobia och familjen gallmyggor. Inga underarter finns listade i Catalogue of Life.